# کمدی راک
کمدی راک یک گونه راک است که با عناصری از موسیقی کمدی، طنز و تقلید و مسخره کردن ترکیب شده است.